# Dipikrylsulfid
Die Dipikrylsulfid (2,4,6,2',4',6'-Hexanitrodiphenylsulfid) ist eine explosive organische Nitroverbindung.

## Darstellung und Gewinnung
Die Verbindung kann durch die Umsetzung von 2,4,6-Trinitrochlorbenzol mit Natriumthiosulfat in alkalischer Lösung gewonnen werden.

## Eigenschaften
Dipikrylsulfid ist ein kristalliner Feststoff. Die Verbindung ist im trockenen Zustand durch Schlag, Reibung, Wärme und andere Zündquellen besonders explosionsgefährlich und fällt im Umgang unter das Sprengstoffgesetz. Eine Phlegmatisierung ist mit 10 % Wasser möglich.
| Sauerstoffbilanz           | −56,1 %[1]      |
| Stickstoffgehalt           | 18,42 %[1]      |
| Bleiblockausbauchung       | 32,0 cm3·g−1[1] |
| Explosionswärme            | 4,185 kJ·g−1[6] |
| Detonationsgeschwindigkeit | 7000 m·s−1[1]   |
| Schlagempfindlichkeit      | 6 Nm[1]         |
| Verpuffungspunkt           | 305–320 °C[1]   |

## Verwendung
Die Verbindung wird als relativ temperaturunempfindlicher Sprengstoff verwendet.